# Jean-Baptiste Say
Jean-Baptiste Say (5. ledna 1767, Lyon – 14. listopadu 1832, Paříž) byl francouzský ekonom, novinář a podnikatel.

## Ekonom
Byl nejvýznamnějším francouzským představitel klasické politické ekonomie, navázal na dílo Adama Smitha. Oproti němu však tvrdil, že bohatství společnosti je tvořeno nejen pomocí práce, ale také pomocí půdy a kapitálu. Výrobní náklady spojil s cenami výrobních faktorů (mzda, zisk podnikatele, úrok, renta). Roku 1803 vyšlo jeho významné dílo Pojednání o politické ekonomii. V ekonomické teorii je nesmazatelně zapsán jako autor tzv. Sayova zákona trhů, který vyjadřuje tezi o vnitřní stabilitě tržního hospodářství díky cenovému mechanismu (předpoklad, že „Každá nabídka statku vytváří příjmy, od nichž se odvozuje poptávka po ostatních statcích“, což časem převzali představitelé klasické školy za své).
O sto let později Sayův kritik John Maynard Keynes (1883-1946) dezinterpretoval tuto Sayovu větu na: "Nabídka si vytváří svou vlastní poptávku", což je samozřejmě rozdíl. Původní věta znamená, že sice může krátkodobě vzniknout nadprodukce konkrétního zboží, ale pomocí vnitřních mechanismů trhu se nerovnováha vyrovná pomocí cen. Navíc za normálních okolností nemůže vzniknout nadprodukce statků a služeb na úrovni celé ekonomiky.

## Dílo

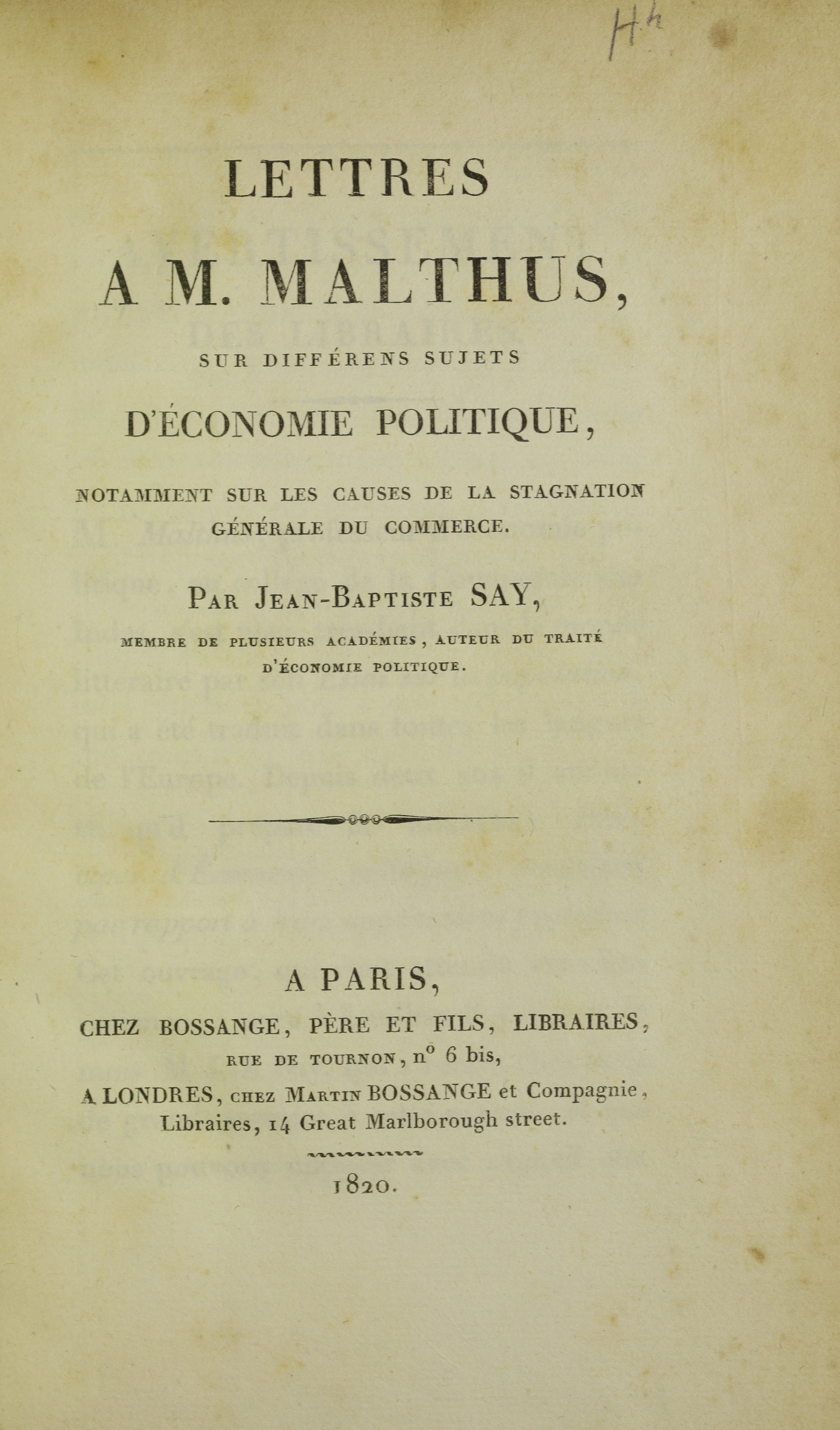
Lettres a M. Malthus, 1820

- Traité d'économie politique (Pojednání o politické ekonomii, 1803)